# Reilhaguet
Reilhaguet ist eine französische Gemeinde mit 151 Einwohnern (Stand 1. Januar 2022) im Département Lot in der Region Okzitanien. Sie gehört zum Kanton Souillac und zum Arrondissement Gourdon.
Nachbargemeinden sind Payrac im Nordwesten, Calès im Nordosten, Saint-Projet im Süden und Le Vigan-en-Quercy im Südwesten.

## Bevölkerungsentwicklung
| Jahr      | 1962 | 1968 | 1975 | 1982 | 1990 | 1999 | 2008 | 2018 |
| --------- | ---- | ---- | ---- | ---- | ---- | ---- | ---- | ---- |
| Einwohner | 144  | 118  | 105  | 105  | 105  | 102  | 127  | 136  |

## Sehenswürdigkeiten

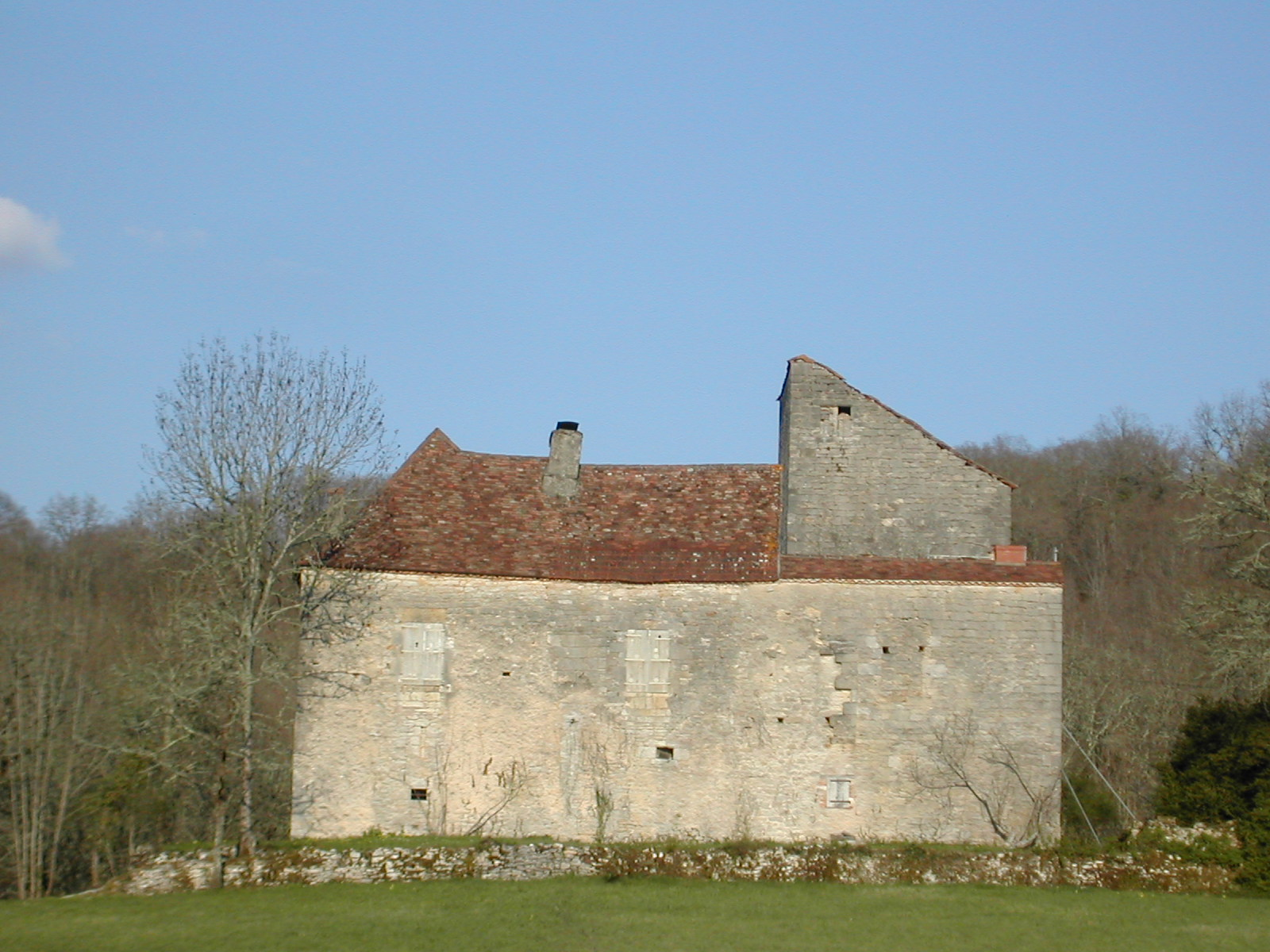
Château de Laval

- Château de Laval